# Kluwen (plant)
Een kluwen bestaat uit dicht op elkaar zittende bloemen (bloemkluwen) of al of niet met elkaar vergroeide vruchten (zaadkluwen of vruchtkluwen). Zaadkluwens komen onder andere voor bij voederbieten, suikerbieten, kroten, ganzenvoet.

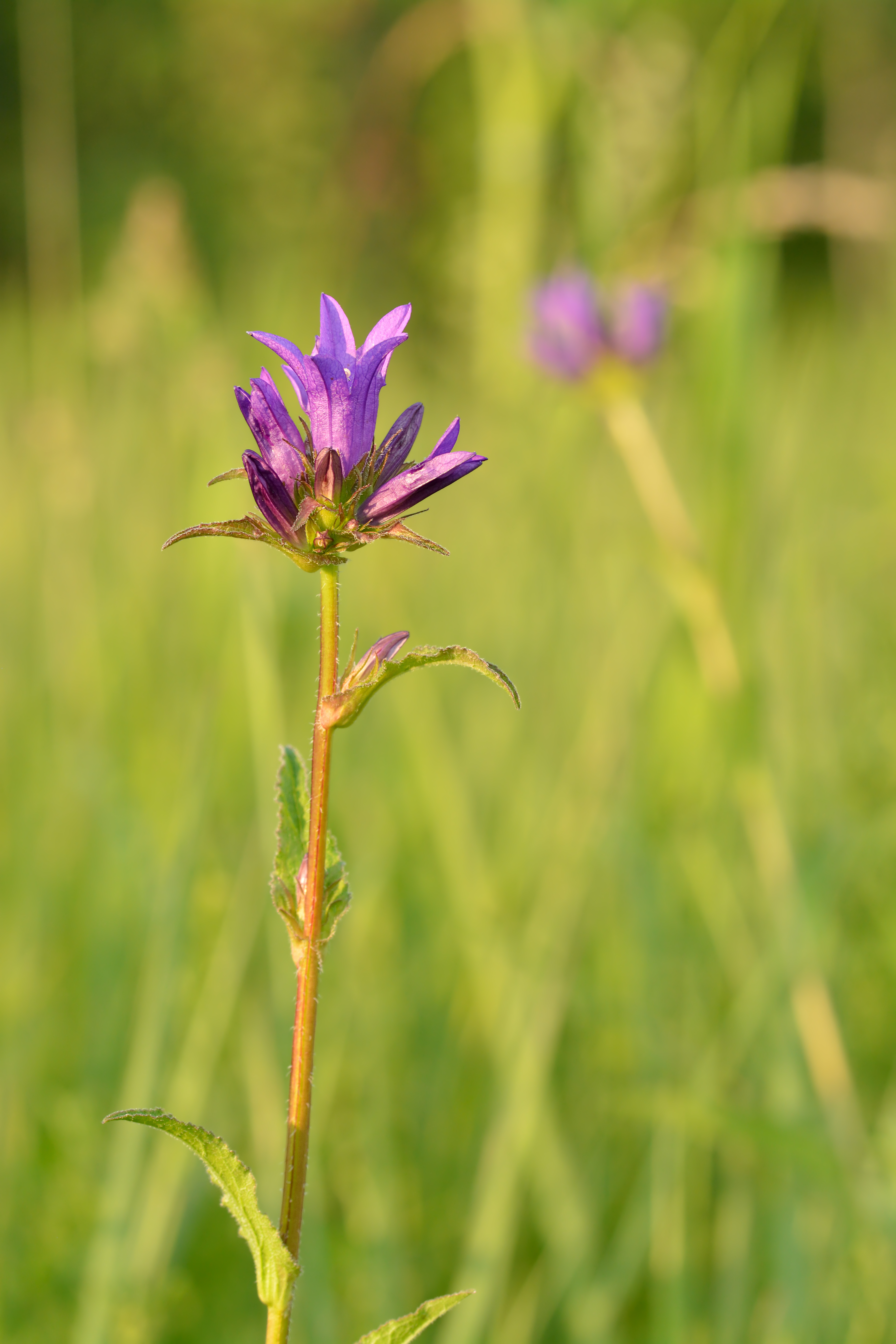
Bloemkluwen van kluwenklokje
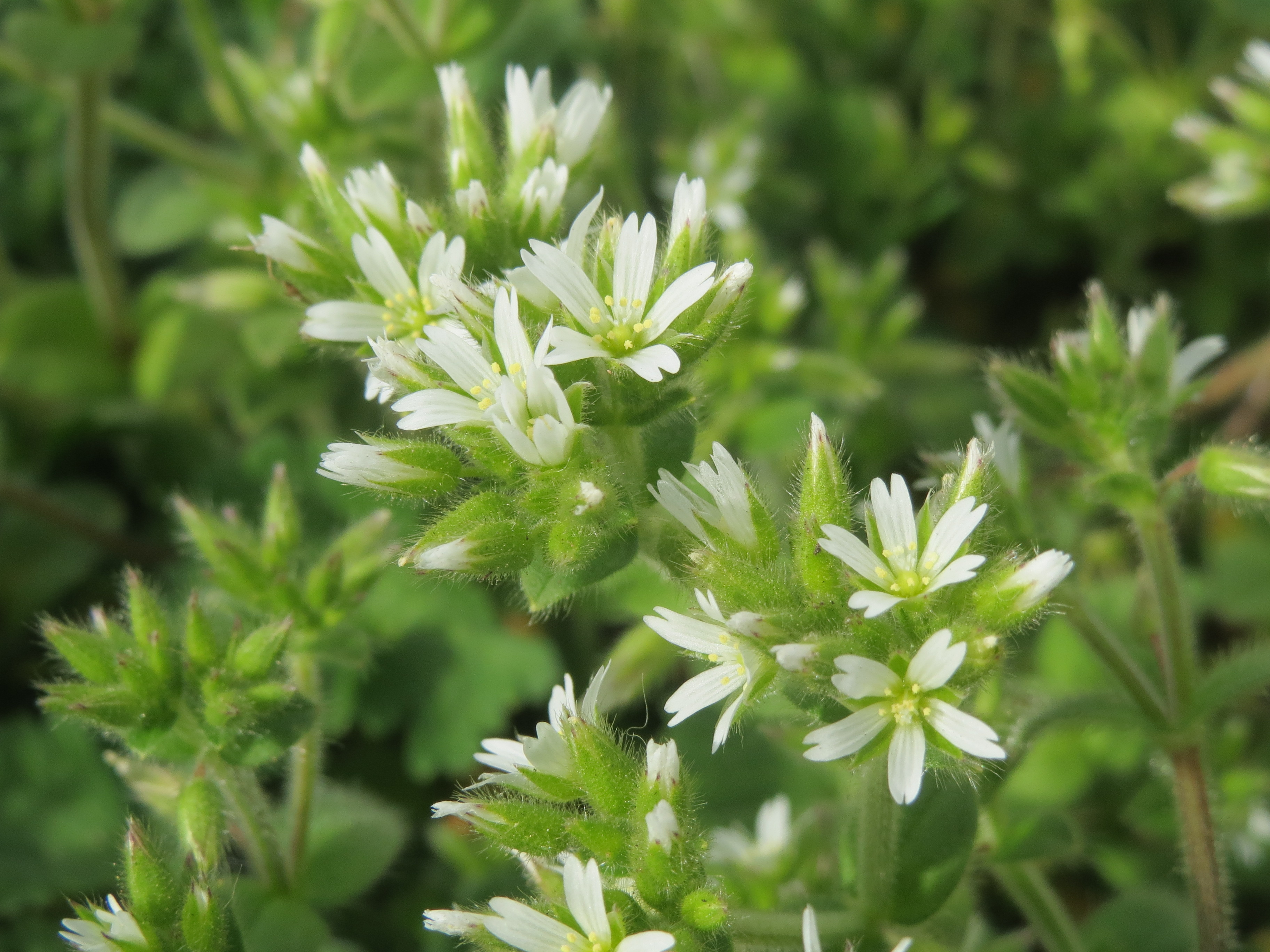
Bloemkluwen van kluwenhoornbloem
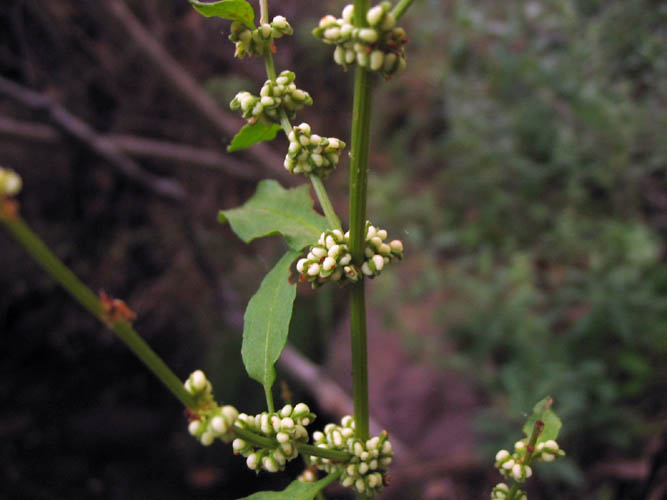
Bloemkluwen van kluwenzuring
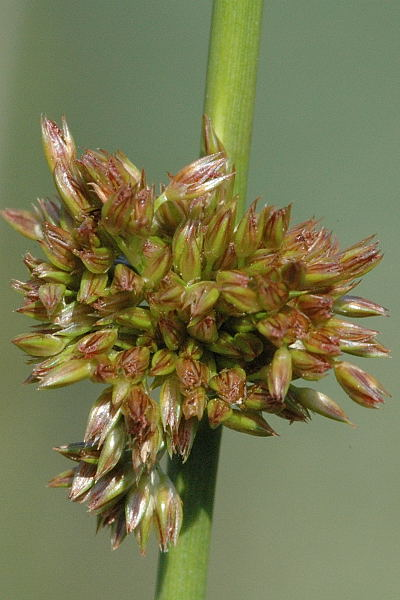
Een tot een kluwen vervormde pluim van biezenknoppen
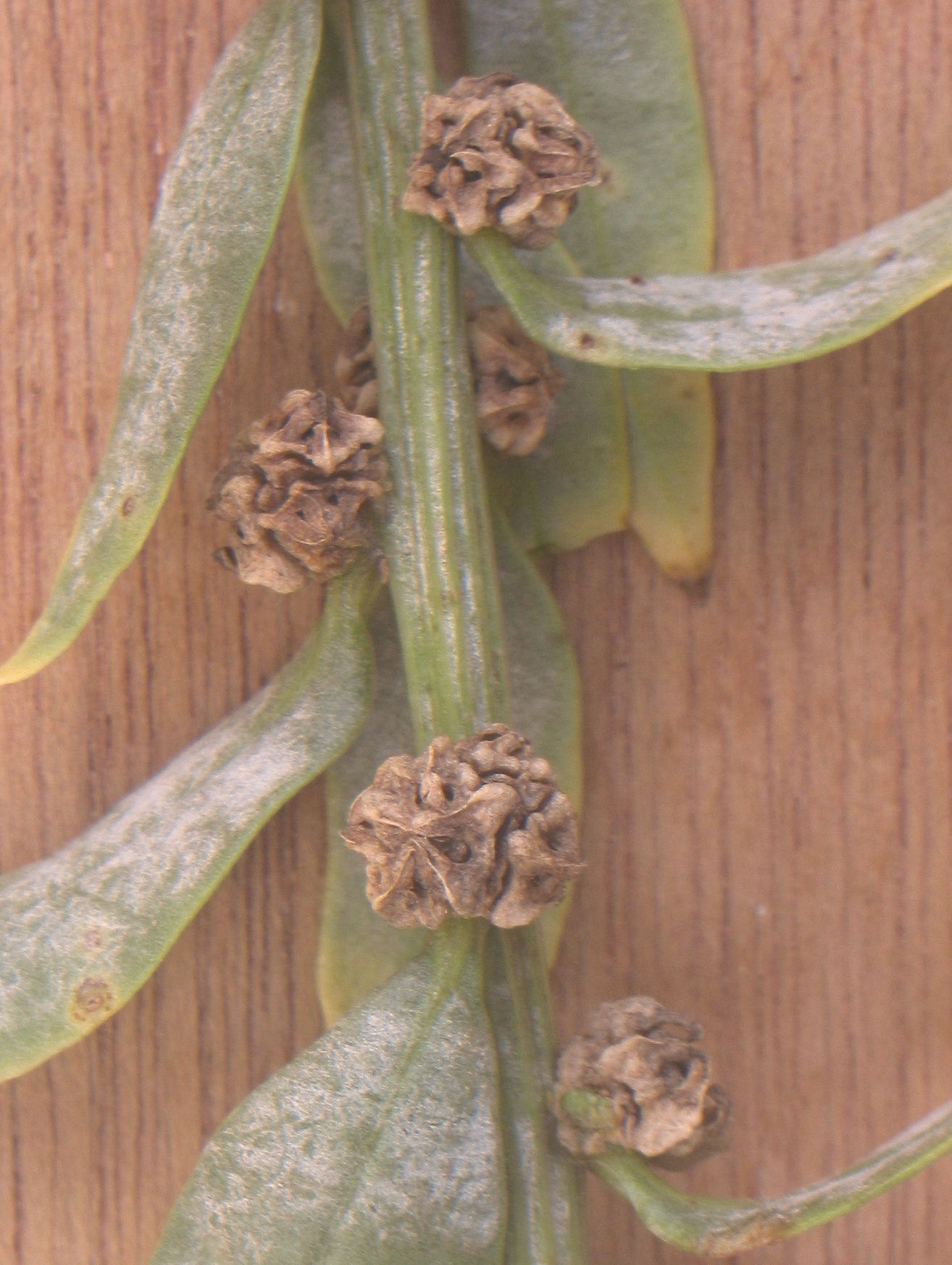
Zaadkluwen van suikerbiet
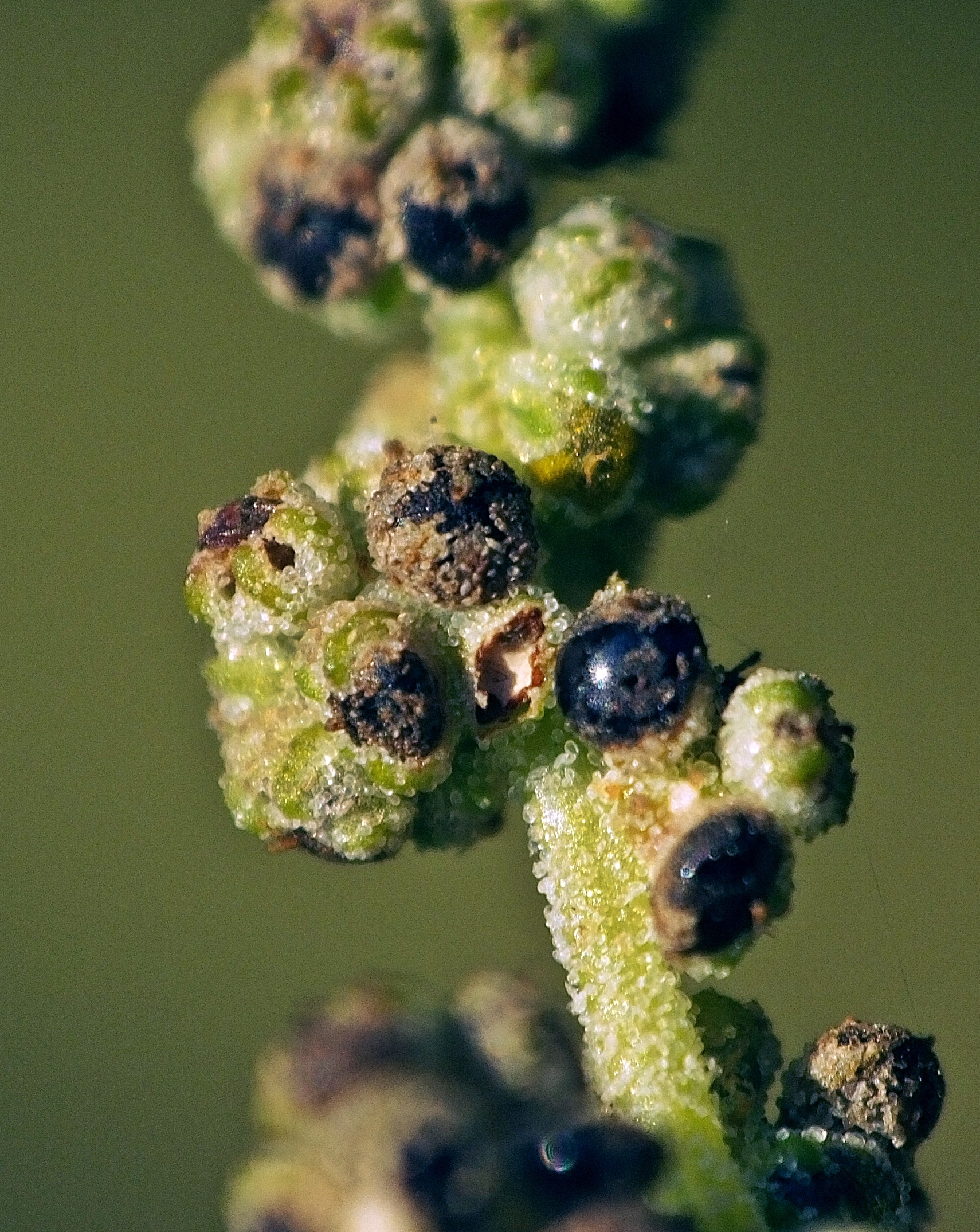
Zaadkluwens bij stinkende ganzenvoet
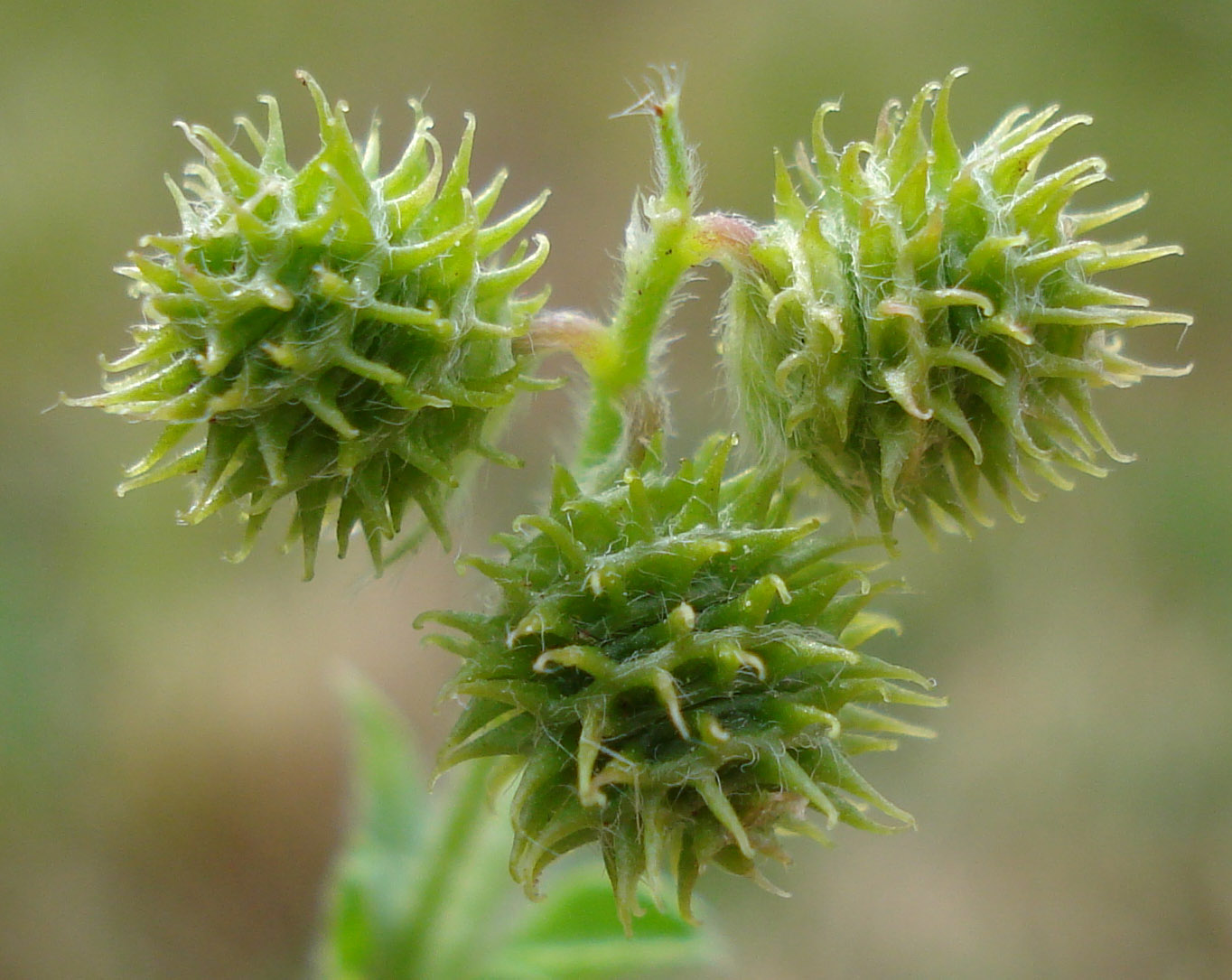
Vruchtkluwen van peulen van kleine rupsklaver
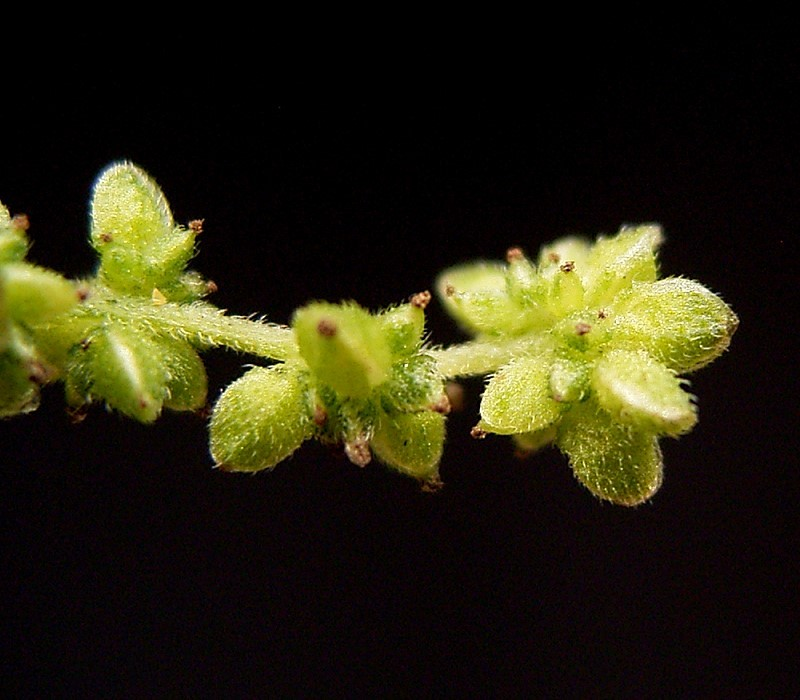
Vruchtkluwen van grote brandnetel